# Can Barret (Montbau)
Can Barret era una masia situada a la Vall d'Hebron de l'antic municipi d'Horta, on actualment hi ha el barri de Montbau de Barcelona.

## Història
Heretat veïna de Can Frares (a l'altra banda del torrent d'en Duran), amb una extensió de poc més de 14 mujades (unes 7 hectàrees), les seves terres ocupaven el que avui és el polígon de Montbau, i una part de la finca de la Granja Nova, on es va construir l'hospital de la Vall d'Hebron i l'escola Maria Auxiliadora.
La masia data del segle xviii, quan la família Foyé i Druet, provinents del Rosselló, van fugir de la Revolució Francesa. Va anar canviant de nom, en funció dels seus propietaris: Can Gelabert, Can Generet, i finalment Can Barret, quan Francesc Barret i Druet i la seva esposa Constància Carafí i Foyé la van adquirir el 1851, i la van convertir en una finca d'esbarjo, amb magnífics jardins, templets, estanys i jocs d'aigua, gràcies a l'abundància de què disposava.
Consol Barret i Carafí, de Can Barret, i Arístides Moragas i Barret, de Can Frares o Can Moragas, es van conèixer als jardins de Can Barret i es van casar el 1863 a la capella de Can Frares. Un dels seus fills, Francesc Moragas i Barret, va ser el fundador de la Caixa de Pensions per a la Vellesa i d'Estalvis de Catalunya i Balears. La finca va ser heretada per la seva germana Mercè Barret i Carafí, que es va casar amb Melquíades Calzado Merino i van tenir tres fills, que l'utilitzaren com a residencia d'estiueig: Josep Maria (casat amb Dolors de Dalmases), Francesc (casat amb Rafaela de Castro) i Manuel (casat amb Carme d'Ayguavives).
Va ser enderrocada per a la construcció de la segona fase del polígon de Montbau, que es va aprovar el 1962. Actualment només queda la font de Can Barret, que subministrava aigua a la masia i a un gran estany amb un templet que estava situat molt proper on avui hi ha la font, que va ser traslladada als jardins de Montbau.